# USS Independence (CVL-22)
USS Independence (CVL-22) byla lehká letadlová loď Námořnictva Spojených států amerických, která působila ve službě v letech 1943–1946. Jednalo se o vedoucí loď stejnojmenné třídy.

## Historie

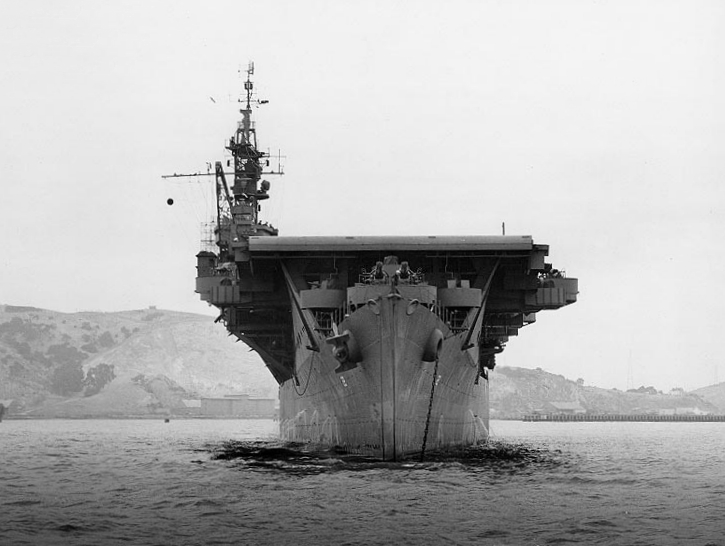
Independence v červenci 1943

### Stavba
Původně byl kýl Independence určen pro křižník USS Amsterdam (CL-59) třídy Cleveland, jehož stavba byla zahájena 1. května 1941 v loděnici New York Naval Shipyard v New Yorku. V březnu 1942 však došlo ke změně objednávky a z budoucího křižníku Amsterdam se stala letadlová loď Independence s označením CV-22. Její výtlak měl být přibližně třetinový oproti letadlovým lodím třídy Essex, které byly v té době stavěny, a také měla nést jen polovinu letadel. K jejímu spuštění na vodu došlo 22. srpna 1942, do služby byla zařazena 14. ledna 1943 a v červenci toho roku byla překlasifikována na lehkou letadlovou loď CVL-22.

### Služba

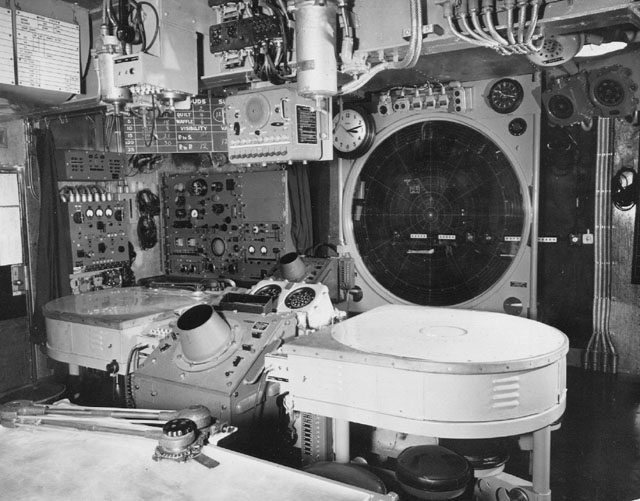
Bojové informační centrum na palubě Independence

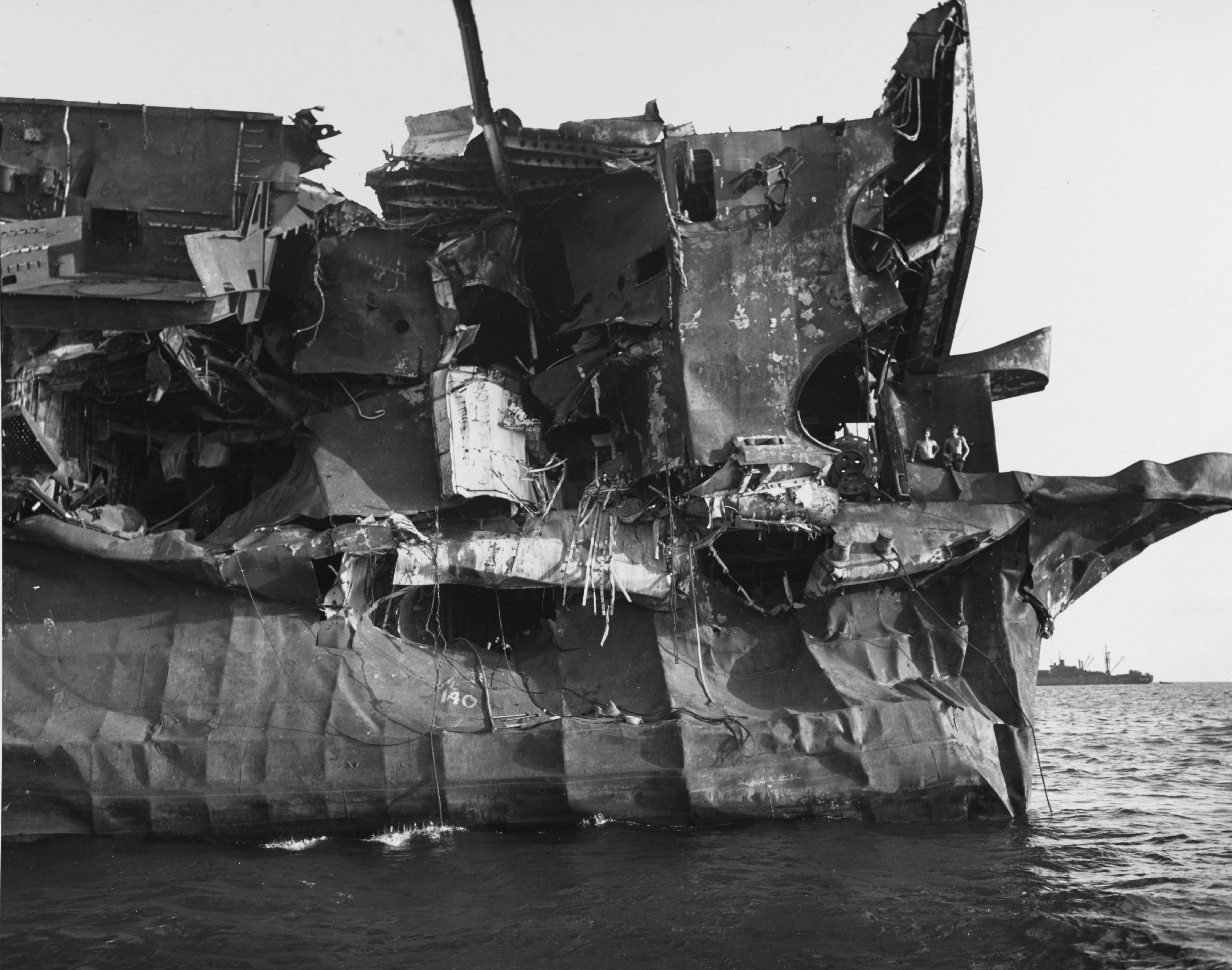
Poškození plavidla vzniklé při jaderném testu Able

Při podpoře amerického vylodění na Gilbertových ostrovech ji 20. listopadu 1943 zasáhlo na pravoboku letecké torpédo. Škody si vyžádaly její půlroční odstavení, které proběhlo od listopadu 1943 do poloviny roku 1944. Poté byla opět zařazena do provozu. Zúčastnila se mimo jiné bojových akcí u Filipín a útoků na Okinawu. Po skončení druhé světové války byly po kapitulaci Japonska všechny lodě této třídy vyřazeny z výzbroje. Indepedence se v roce 1946 stala jednou z lodí použitých jako cíl při operaci Crossroads, zkouškách atomových bomb na atolu Bikini. Jaderné výbuchy ji však nepotopily, před odtažením do San Francisca byla 28. srpna 1946 oficiálně vyřazena ze služby. Její osud se uzavřel 29. ledna 1951, kdy byla na tajném místě nedaleko San Francisca potopena při zkouškách zbraňových systémů. Vrak lodi se podařilo vědcům nalézt v roce 2015 s pomocí miniponorky.